# Aquarius amplus
Aquarius amplus är en insektsart som först beskrevs av Drake och Harris 1938.  Aquarius amplus ingår i släktet Aquarius och familjen skräddare. Inga underarter finns listade i Catalogue of Life.